# Névé de l'Index
Le névé de l'Index est un névé de France qui se trouve en Haute-Savoie, au-dessus de Chamonix-Mont-Blanc, dans le massif des aiguilles Rouges, à la Flégère. Il s'étend au pied des aiguilles de la Glière et de la Floria, sous le col de la Floria. Il tient son nom de l'Index de la Glière, un piton rocheux situé au pied des aiguilles de la Glière.

## Histoire
La persistance de la neige en période estivale et la proximité des remontées mécaniques de la station de ski de la Flégère motive les gestionnaires de la station à développer le ski d'été sur le névé dès la création de la station,.
Les skieurs accèdent aux lieux en empruntant le téléphérique de la Flégère puis la télécabine de l'Index qui arrive à 2 470 mètres d'altitude. Un téléski de marque Pingon de trois places installé sur le névé est alors accessible après un quart d'heure de marche depuis la gare d'arrivée de la télécabine. La piste mesure 1 000 mètres de longueur pour 250 mètres de dénivelé,. Elle est utilisée toute l'année par des touristes mais aussi comme terrain d'entraînement par l'École nationale de ski et d'alpinisme et le club des sports de Chamonix-Mont-Blanc ainsi que le ski club de Genève. La pratique du ski d'été débute à la fin des années 1950 et cesse en 1979,.